# Танасійчук Петро Іванович
Петро́ Іва́нович Танасійчу́к (12 липня 1989 — 6 червня 2016) — солдат Збройних сил України, учасник російсько-української війни.

## Життєпис
Народився 1989 року в селі Василів (Заставнівський район, Чернівецька область) Виростав без батька у бідній родині з двома братами; закінчив Кіцманський технікум. Працював в Чернівцях на МТК «Калинівський ринок», в армії не служив.
Мобілізований як доброволець 3 червня 2015 року; солдат інженерно-саперного взводу 23-го окремого мотопіхотного батальйону «Хортиця», сапер.
6 червня 2016-го загинув під час виконання бойового завдання поблизу сіл Павлопіль — Пищевик (Волноваський район) — підірвався на вибуховому пристрої з «розтяжкою».
10 червня 2016 року похований в селі Василів.
Без Петра лишилися мама Марія Георгіївна Довбенчук, син Вадим (першокласник) та донька Діана 2012 р.н., два брати — Олексій і Юрій.

## Нагороди та вшанування
- указом Президента України № 421/2016 від 29 вересня 2016 року «за особисту мужність і високий професіоналізм, виявлені у захисті державного суверенітету та територіальної цілісності України, вірність військовій присязі» — нагороджений орденом «За мужність» III ступеня (посмертно)[1]
- 6 червня 2017 року на фасаді Василівської школи відкрито та освячено меморіальну дошку Петру Танасійчуку.